# Paths to Freedom
Paths to Freedom è una serie televisiva irlandese di genere commedia realizzata come un falso documentario.
Si tratta di una popolare serie comica trasmessa dal canale RTÉ Two, scritta e interpretata da Michael McElhatton e diretta da Ian Fitzgibbon. Il primo episodio è andato in onda il 13 novembre 2000. Il successo della serie ha determinato la realizzazione del film Spin the Bottle, sequel cinematografico dedicato al personaggio di Rats distribuito nel 2003.

## Trama
Rats e Jeremy sono appena stati rilasciati dal carcere di Mountjoy a Dublino. Girato come un falso documentario (mockumentary), la serie segue le vicende di questi due personaggi, dal carattere decisamente diverso, che tentano di reinserirsi nella società. La serie è composta da sei episodi.

## Episodi
| Episodi     | Prima TV         |
| ----------- | ---------------- |
| Programme 1 | 13 novembre 2000 |
| Programme 2 | 20 novembre 2000 |
| Programme 3 | 27 novembre 2000 |
| Programme 4 | 4 dicembre 2000  |
| Programme 5 | 11 dicembre 2000 |
| Programme 6 | 18 dicembre 2000 |